# Thirteen Days
Thirteen Days is een Amerikaanse politieke thriller uit 2000, gebaseerd op de Cubacrisis van 1962. De film is geregisseerd door Roger Donaldson. Het script is deels gebaseerd op het boek The Kennedy Tapes: Inside the White House During the Cuban Missile Crisis door Ernest May en Philip Zelikow.
De film is de tweede film gebaseerd op de crisis. De eerste was The Missiles of October uit 1974.

## Verhaal
In oktober 1962 blijkt uit twee U-2 beveiligingsfoto’s dat de Sovjet-Unie bezig is raketten, met aan boord nucleaire wapens, op te stellen in Cuba. Deze raketten kunnen vanuit Cuba makkelijk een groot deel van de Oostelijke en Zuidelijke Verenigde Staten wegvagen. President John F. Kennedy en zijn adviseurs komen in spoedberaad bijeen om dit probleem te bespreken. De Joint Chiefs of Staff (legertop) adviseren meteen een militaire invasie van Cuba om de raketten onschadelijk te maken, maar Kennedy is terughoudend over deze actie omdat hij bang is zo een nieuwe oorlog te ontketenen. Hij ziet een verband tussen de huidige situatie en de situatie die uiteindelijk escaleerde tot de Eerste Wereldoorlog.
Kennedy probeert wanhopig een manier te bedenken om de raketten weg te krijgen zonder een oorlog te ontketenen. Zo laat hij een blokkade opleggen rond Cuba om de komst van meer raketten te verhinderen. De Sovjet-Unie reageert zoals verwacht niet positief op deze zet van de Amerikanen. John A. Scali, een journalist van ABC News, wordt benaderd door Sovjet-ambassadeur Alexander Feklisov met de mededeling dat de Sovjets de raketten wel weg willen halen, op voorwaarde dat de VS belooft Cuba nooit binnen te zullen vallen. Tevens komt de eis dat de VS Jupiter-raketten uit Turkije moet verwijderen.
Na lang wikken en wegen besluit Kennedy in het geheim akkoord te gaan met deze eisen.

## Rolverdeling
| Acteur              | Personage                                                      |
| ------------------- | -------------------------------------------------------------- |
| Kevin Costner       | Stafchef van de President Kenneth "Kenny" O'Donnell            |
| Bruce Greenwood     | President John F. Kennedy                                      |
| Stephanie Romanov   | First lady Jacqueline Kennedy                                  |
| Steven Culp         | Attorney General Robert F. Kennedy                             |
| Dylan Baker         | Secretary of Defense Robert McNamara                           |
| Lucinda Jenney      | Helen O'Donnell, vrouw van "Kenny" O'Donnell                   |
| Michael Fairman     | United Nations ambassadeur Adlai Stevenson                     |
| Bill Smitrovich     | Chairman of the Joint Chiefs of Staff, generaal Maxwell Taylor |
| Frank Wood          | National Security Advisor McGeorge Bundy                       |
| Ed Lauter           | Deputy Director of the CIA, Lt. Gen. Marshall Carter           |
| Kevin Conway        | Chief of Staff of the USAF Gen. Curtis LeMay                   |
| Tim Kelleher        | Ted Sorensen                                                   |
| Len Cariou          | Dean Acheson                                                   |
| Chip Esten          | Rudolf Anderson                                                |
| Olek Krupa          | Andrei Gromyko                                                 |
| Elya Baskin         | Anatoly Dobrynin                                               |
| Jack McGee          | Richard J. Daley                                               |
| Tom Everett         | Walter Sheridan                                                |
| Oleg Vidov          | Valerian Zorin                                                 |
| Alex Veadov         | Radiokameroperator #3                                          |
| Henry Strozier      | Secretary of State Dean Rusk                                   |
| Walter Adrian       | Vice-President Lyndon Johnson                                  |
| Christopher Lawford | William Ecker                                                  |
| Madison Mason       | Admiraal George Whelan Anderson, Jr.                           |
| Kelly Connell       | Perschef Pierre Salinger                                       |
| Peter White         | John McCone                                                    |
| Boris Lee Krutonog  | Aleksandr Fomin                                                |
| Caitlin Wachs       | Kathy O'Donnell, dochtertje van Kenneth O'Donnell              |
| Jon Foster          | Kenny O'Donnell, Jr., zoontje van Kenneth O'Donnell            |

## Achtergrond
De film was een coproductie van verschillende bedrijven, waaronder New Line Cinema, Costners Tig Productions en Armyan Bernstein's Beacon Pictures.
De film maakt gebruik van nieuwe informatie die sinds de vorige film, The Missiles of October, was vrijgekomen, zoals het feit dat een Lockheed U-2 werd neergeschoten boven Cuba tijdens de crisis. Enkele van de nog levende leden van Kennedy’s regering, waaronder Arthur Schlesinger Jr., Ted Sorensen en Robert McNamara, bekritiseerden de film echter vanwege de historische onjuistheden. Zo doet de film het lijken alsof Kenneth O'Donnell Kennedy’s primaire adviseur was tijdens de crisis. Volgens McNamara had hij geen enkele rol van betekenis gespeeld tijdens de crisis.
De film werd in beperkte oplage uitgebracht in december 2000, maar werd pas groots uitgebracht in januari 2001. Op Rotten Tomatoes scoort de film 83% aan goede beoordelingen. Financieel deed de film het echter niet goed; van het budget van 80 miljoen dollar werd in totaal 33.094.473 terugverdiend.

## Prijzen en nominaties
In 2001 won “Thirteen Days” 3 prijzen:
- De PFS Award voor vrede
- De Golden Satellite Award voor beste filmmontage
- De Golden Satellite Award voor beste mannelijke bijrol in een dramafilm (Bruce Greenwood)

De film werd voor nog eens 7 prijzen genomineerd.